# Айманте
Айманте (чечен. Айманта-корта) — горная вершина в Казбековском районе Дагестана на границе с Чеченской республикой. Высота над уровнем моря — 818,8 метра, ближайшие населённые пункты: Новолакское, Ленинаул, Калининаул и Новокули.

## Название
Айманта с чеченского переводится как: «У начала пруда», «Там, где пруд находится».
Топоним Айма, широко распространена в Чечне:
- АймантӀа (Айманта) «Пруду на» - на с. окр. Кхоьргие[4],
- Йоккхачу айманчу ара (Иоккхачу айманчу ара) «Поляна у большого пруда» - у с. Хеледи, граничит с Дзумсоевским обществом[5],
- Айманан ара (Аймана ара) «Пруда поляна» - на ю., на вершине Щаьчу лам, л. б.[6],
- Айман йисте (Айман йисте) «У запруды» - уроч. с небольшим озером осадкового происхождения, в 1 км к ю. от села Доча-Борзе[7],
- Гайтин айман чу (Гайтин айман чу) «Гайты пруд где» - на южной окраине[8],
- Айман чоь (Айман чё) «Пруда лощина» - на западной окраине села Нойбёра[9],
- АймантӀе (Айманте) «На пруд» - урочище на восточной, стороне с. Ойсхара[10],
- Айманийн чоь (Айманийн чё) «Прудов лощина» - урочище на юге Гудермеса[11],
- Айманан боьра (Айманан бёра) «Лощина пруда» - урочище с прудом в районе Шина регӀан юкъ (Алханчуртская долина)[12].